# Sumar (parti politique)
Ne doit pas être confondu avec la coalition électorale Sumar.
Sumar (en français : « rassembler, additionner »), formellement Mouvement Sumar (Movimiento Sumar), est un parti politique espagnol de gauche, constitué en 2023 par Yolanda Díaz.
Il est issu du processus participatif mis en œuvre par la ministre du Travail Yolanda Díaz dans l'optique des élections générales de 2023.

## Histoire

### Prémices
Lors de la sortie volontaire de Pablo Iglesias du gouvernement, en mars 2021, celui-ci désigne expressément Yolanda Díaz comme cheffe de file d'Unidas Podemos pour les élections générales prévues en 2023. Sa relation avec Pablo Iglesias s'est depuis rompue, à la suite de plusieurs différends.
Six mois après cette annonce, en octobre 2021, elle refuse de confirmer sa candidature mais admet travailler à la création d'un projet politique qu'elle entend construire par un dialogue avec l'ensemble de la société espagnole. Ce projet est bien perçu par le président du gouvernement et secrétaire général du Parti socialiste, Pedro Sánchez, qui exprime publiquement son souhait que « l'espace progressiste [soit] en pleine forme » pour que sa coalition gouvernementale puisse se maintenir au pouvoir dans l'avenir. Elle participe, le 13 novembre 2021, à un événement public à Valence, aux côtés de Mónica Oltra, de Compromís, Ada Colau, de Catalogne en commun (CeC), Mónica García, de Más Madrid, et Fátima Hamed Hossain (es), du Mouvement pour la dignité et la citoyenneté (MDyC), qu'elle qualifie de « début de quelque chose qui sera merveilleux ».

### Fondation de l'associationSumar
Yolanda Díaz annonce en février 2022 son intention d'entamer au printemps un « processus d'écoute active » pour construire un « projet national large, novateur, moderne, démocratique et différent », revendiquant sa volonté de construire un espace politique dépassant la seule gauche du Parti socialiste. Le 18 mai, le journal El Periódico de España révèle que, le 28 mars précédent, un groupe de ses proches a enregistré au registre national des associations — et non des partis politiques — du ministère de l'Intérieur la structure « Sumar », ce qui permet à Yolanda Díaz d'organiser son processus participatif sans dépendre d'un parti politique, spécifiquement Podemos.
Le logo ainsi que le slogan — « Écouter et dialoguer » (en espagnol : Escuchar y dialogar) — de Sumar sont dévoilés sur les réseaux sociaux de la ministre du Travail le 1er juillet 2022. La première réunion publique de Sumar a lieu le 8 juillet a lieu au Matadero Madrid et réunit, selon l'organisation, 5 000 participants.
Elle présente, le 23 septembre, une équipe de 35 personnes — juristes, politologues, économistes, universitaires, ingénieurs... — chargée de coordonner les différents groupes de travail appelés à nourrir le projet politique. Ce projet bénéficie notamment du soutien de la maire de Barcelone, Ada Colau.

### Fin du processus participatif
Le 2 avril 2023, lors d'un événement public de Sumar réunissant plus de 3 000 personnes à Madrid et marquant la fin de son processus participatif, Yolanda Díaz confirme sa volonté d'être la cheffe de file d'une candidature de large rassemblement aux élections générales de la fin de l'année. Si les dirigeants de Podemos, qui réclamaient au préalable un accord écrit pour la tenue de primaires ouvertes, sont absents, de nombreux responsables de la gauche et progressistes sont présents, tels la maire de Barcelone, Ada Colau, le maire de Valence, Joan Ribó, le ministre de la Consommation, Alberto Garzón, le secrétaire général du Parti communiste, Enrique Santiago, la cheffe de file de Más Madrid, Mónica García, le chef de file de Más País, Íñigo Errejón, et le fondateur d'Alianza Verde, Juan López de Uralde, ainsi que des représentants d'Izquierda Unida, d'En Comú Podem, de Compromís, de Verdes Equo ou encore de la Chunta Aragonesista.

### Création du parti
La plate-forme est inscrite, le 30 mai suivant, au registre des partis politiques, sous le nom de « Mouvement Sumar » (Movimiento Sumar). Cette décision s'explique par l'annonce, la veille, de la convocation d'élections générales anticipées au 23 juillet. Elle crée un véhicule juridique permettant la participation effective de Sumar au scrutin, indépendamment des autres partis avec qui il se coalisera. Lors de son enregistrement, le parti indique que sa présidente est Marta Lois, conseillère municipale de Saint-Jacques-de-Compostelle entre 2015 et 2023, membre du parti local Compostelle ouverte (CA) et proche amie de Yolanda Díaz.
Les statuts du parti sont rendus publics deux semaines plus tard : ils installent son siège au 12 de la calle San Raimundo, à Madrid ; instaurent une assemblée générale réunissant l'ensemble des adhérents, une direction de trois à dix membres nommée « bureau de coordination » et un président, désigné par le bureau ; et crée la distinction entre les adhérents et les sympathisants.

### Accusations de violences sexuelles contre Íñigo Errejón
En octobre 2024, le parti est fragilisé lorsque son porte-parole au Congrès, Íñigo Errejón, démisionne après avoir été accusé par plusieurs femmes de violences sexuelles. Certaines voix, à gauche comme à droite, estiment que la direction du parti, pourtant fondé sur une idéologie féministe, était au courant et a fermé les yeux sur les agissements d'Errejón, accusation que le parti rejette.
Sumar indique peu après avoir ouvert une enquête à son encontre quelques jours auparavant. Le parti annonce par la suite la mise en place d'une formation obligatoire sur les violences sexistes et sexuelles pour tous ses cadres et que le parti se mettait à l'« entière disposition » des victimes.
Quelques jours plus tard, Yolanda Díaz admet finalement qu'elle était au courant d'accusations envers Errejón depuis juin 2023, portant notamment sur des attouchements lors d'un festival, mais indique qu'elle avait à l'époque laissé Más Madrid, le parti pour qui Íñigo Errejón était tête de liste lors des élections à l'Assemblée de Madrid de 2019, gérer l'enquête en interne. Díaz explique aussi que le retrait de la plainte en ligne et la réaction de Más Madrid l'ont poussé à ne pas enquêter plus profondément sur les agissements d'Errejón, mais qu'elle regrettait la situation : « Si j'avais su qu'Íñigo Errejón était un agresseur sexuel présumé, il n'aurait jamais pu faire partie d'un quelconque espace [politique]. Il est clair qu'il n'aurait pas dû être député ou porte-parole, c'est évident, mais nous avons cette information que depuis cette semaine ».

## Organisation

### Coordonnateurs
| Titulaire(s) | Titulaire(s)                                                | Intitulé de la fonction                | Début         | Fin          | Durée              |
| ------------ | ----------------------------------------------------------- | -------------------------------------- | ------------- | ------------ | ------------------ |
|              | Yolanda Díaz                                                | Coordonnatrice générale                | 23 mars 2024  | 10 juin 2024 | 2 mois et 18 jours |
|              | Rosa Martínez Txema Guijarro Lara Hernández Elizabeth Duval | Coordonnateurs collégiaux intérimaires | 13 juin 2024  | 29 mars 2025 | 9 mois et 19 jours |
|              | Carlos Martín                                               | Coordonnateur général                  | 29 avril 2025 | 6 août 2025  | 4 mois et 13 jours |
|              | Lara Hernández                                              | Coordonnatrice générale                | 29 avril 2025 | en cours     | 4 mois et 13 jours |

### Présidence
| Titulaire | Titulaire  | Intitulé de la fonction | Début         | Fin             | Durée            |
| --------- | ---------- | ----------------------- | ------------- | --------------- | ---------------- |
|           | Marta Lois | Présidente              | 1er juin 2023 | 2 décembre 2023 | 6 mois et 1 jour |

## Résultats électoraux

### Cortes Generales
| Année | Cheffe de file | Congrès des députés | Congrès des députés | Congrès des députés | Congrès des députés | Sénat   | Gouvernement |
| Année | Cheffe de file | Voix                | %                   | Rang                | Sièges              | Sénat   | Gouvernement |
| ----- | -------------- | ------------------- | ------------------- | ------------------- | ------------------- | ------- | ------------ |
| 2023, | Yolanda Díaz   | Au sein de Sumar    | Au sein de Sumar    | Au sein de Sumar    | 10 / 350            | 0 / 208 | Sánchez III  |

### Parlement européen
| Année | Tête de liste  | Voix             | %                | Rang             | Sièges | Groupe  |
| ----- | -------------- | ---------------- | ---------------- | ---------------- | ------ | ------- |
| 2024  | Estrella Galán | Au sein de Sumar | Au sein de Sumar | Au sein de Sumar | 1 / 61 | GUE/NGL |

## Identité visuelle

Logo de 2023 à 2025.
Logo depuis 2025.